# Diceratias
Diceratias es un género peces de la familia Diceratiidae. Actualmente se reconocen tres especies. Fue descrito por Albert Günther en 1887.

## Especies
Especies reconocidas:
- Diceratias bispinosus Günther, 1887
- Diceratias pileatus Uwate, 1979
- Diceratias trilobus Balushkin & Fedorov, 1986